# Hylaeus cypricolus
Hylaeus cypricolus är en biart som först beskrevs av Warncke 1972.  Hylaeus cypricolus ingår i släktet citronbin, och familjen korttungebin. Inga underarter finns listade i Catalogue of Life.